# 新兴农场
新兴农场是中华人民共和国河南省新乡市延津县下辖的一个类似乡级单位。

## 行政区划
下辖以下地区：
新兴农场虚拟村。